# Người Ba Lan ở Đức
Người Ba Lan ở Đức là cộng đồng người Ba Lan (Polonia) lớn thứ hai trên thế giới và lớn nhất ở châu Âu. Ước tính số lượng người Ba Lan sống ở Đức thay đổi từ 2 triệu  đến khoảng 3 triệu người sống có thể là người gốc Ba Lan. Theo điều tra dân số mới nhất, có khoảng 2,006,410 người Ba Lan ở Đức. Các tổ chức chính của Polonia ở Đức là Liên minh người Ba Lan ở Đức và Quốc hội Polonia ở Đức. Các họ tên người Ba Lan tương đối phổ biến ở Đức, đặc biệt là ở vùng Ruhr (Ruhr Poles).

## Lịch sử

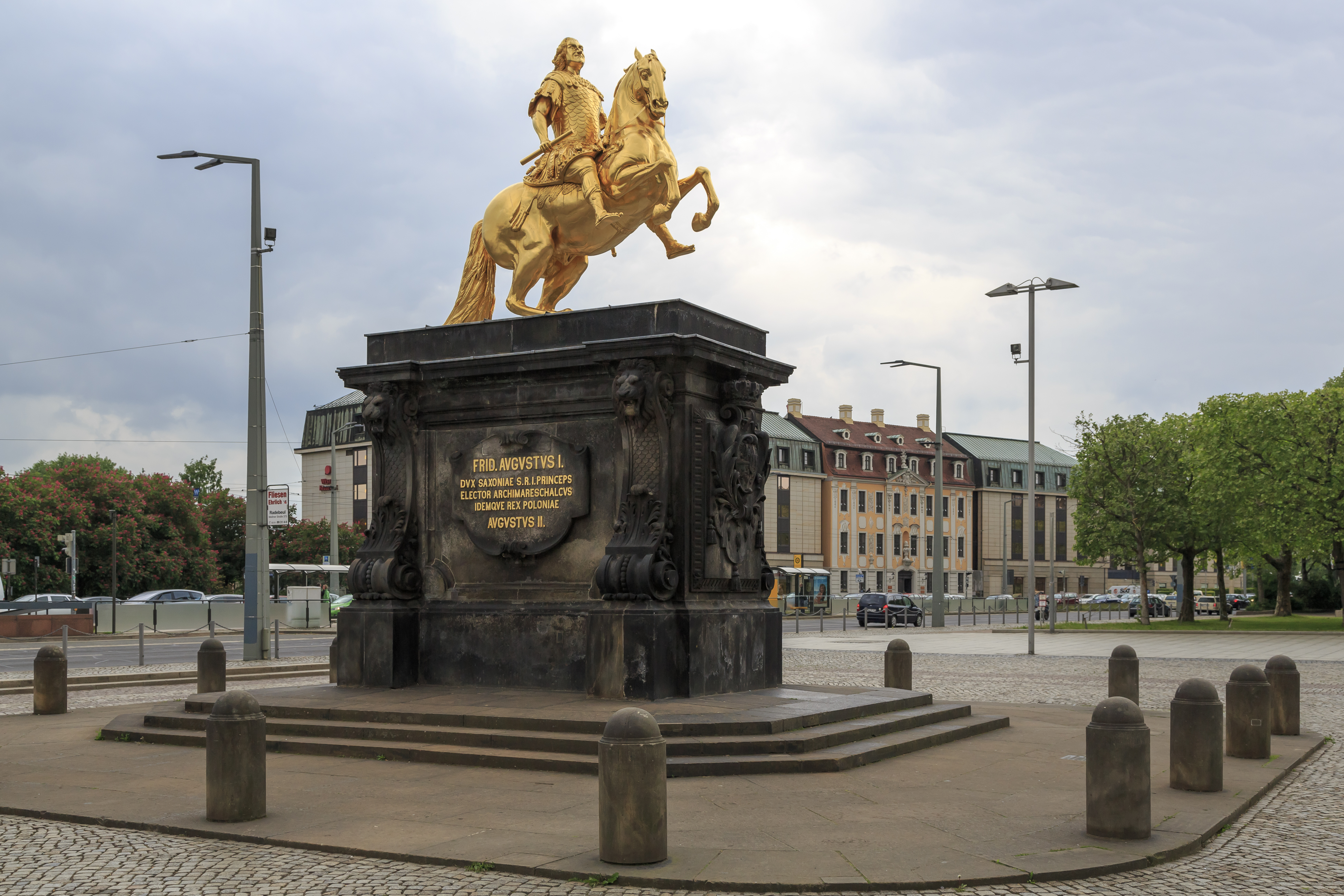
Tượng đài Vua Augustus II Mạnh mẽ ở Dresden

Kể từ khi Ba Lan bị chia cắt vào năm 1772, 1793 và 1795 và việc Ba Lan sáp nhập một phần vào Phổ, một nhóm dân tộc Ba Lan lớn đã tồn tại bên trong biên giới của Phổ, đặc biệt là ở các tỉnh mới Posen và Tây Phổ. Người Ba Lan cũng định cư ở Đức ngày nay trong thế kỷ 18, ví dụ như ở Dresden và Leipzig. Dresden được đặt tên là Thành phố dân cư Hoàng gia-Ba Lan sau khi Augustus II the Strong trở thành Vua của Ba Lan vào năm 1697.
Trong giai đoạn cuối thế kỷ 19, công nghiệp hóa nhanh chóng ở vùng Ruhr đã thu hút khoảng 300,000 người Ba Lan, đặc biệt là từ Đông Phổ, Tây Phổ, Poznań và Silesia. Họ chiếm khoảng 30% dân số vùng Ruhr vào năm 1910. Người Kashubians và Masurians cũng đến. Những người tham gia cuộc di cư này được gọi là người Ba Lan vùng Ruhr. 

Biểu tượng của thiểu số Ba Lan ở Đức - Rodło.

Sau năm 1870, người Ba Lan đang chịu sức ép ngày càng tăng của sự Đức trị, và người Kulturkampf đã tấn công Nhà thờ Công giáo của họ. Hầu hết các giám mục Công giáo đều bị bỏ tù hoặc lưu đày. Ngôn ngữ giảng dạy trước đây là tiếng Ba Lan ở các khu vực chủ yếu nói tiếng Ba Lan ở Phổ đã được thay thế bằng tiếng Đức làm ngôn ngữ giảng dạy, ngay cả trong giáo dục tôn giáo nơi các linh mục Ba Lan được thay thế bằng các giáo viên người Đức. Tuy nhiên, những chính sách Đức này hoàn toàn không thành công. Ngược lại, nó dẫn đến sự thức tỉnh chính trị của nhiều người Ba Lan và thành lập nhiều hiệp hội kinh tế, chính trị và văn hóa Ba Lan nhằm bảo tồn văn hóa Ba Lan và các lợi ích của Ba Lan, đặc biệt là ở Địa phận Posen và vùng Ruhr. Chính sách cưỡng bức văn hóa Đức đã khiến phần lớn dân chúng nói tiếng Ba Lan xa lánh chính quyền Đức và tạo ra tình cảm dân tộc chủ nghĩa ở cả hai bên. 

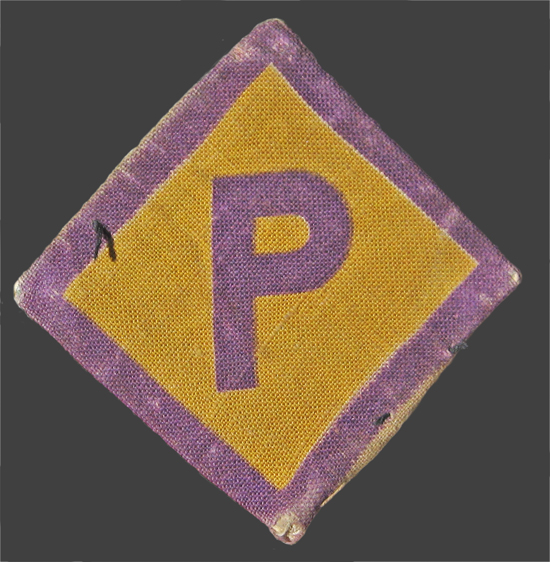
Huy hiệu "P" do Đức Quốc xã giới thiệu cho công nhân Ba Lan bị cưỡng bức

Sau Chiến tranh thế giới thứ nhất, các tỉnh chủ yếu là Ba Lan phải được nhượng lại cho Cộng hòa Ba Lan mới thành lập. Các dân tộc thiểu số nói tiếng Ba Lan vẫn còn đặc biệt ở Thượng Silesia và các vùng của Đông Phổ. Trong suốt nhiệm kỳ 1922-1937 của Hiệp định Đức-Ba Lan về Thượng Silesia (Hiệp định Geneva), ký kết tại Geneva vào ngày 15 tháng 5 năm 1922, công dân Đức gốc Ba Lan ở Thượng Silesia có tư cách tư pháp như một dân tộc thiểu số  dưới sự bảo trợ của Hội Quốc liên (tương tự như những người Ba Lan thuộc sắc tộc Đức trong Cơ quan Hành trình Silesian Ba Lan). Sau sự trỗi dậy của Đức Quốc xã, tất cả các hoạt động của Ba Lan đã bị hạn chế một cách có hệ thống, kể từ giữa năm 1937 cũng ở Thượng Silesia. Tuy nhiên, vào tháng 8 năm 1939, lãnh đạo của cộng đồng Ba Lan bị bắt và bị giam giữ trong các trại tập trung Sachsenhausen và Buchenwald của Đức Quốc xã. Ngày 7 tháng 9 năm 1939, ngay sau khi Chiến tranh thế giới thứ hai bùng nổ, chính phủ Đức Quốc xã của Đệ tam Quốc xã đã tước bỏ địa vị thiểu số của cộng đồng người Ba Lan ở Đức. Điều này được chính thức xác nhận bởi sắc lệnh ngày 27 tháng 2 năm 1940 của Hermann Göring.

## Ngày nay

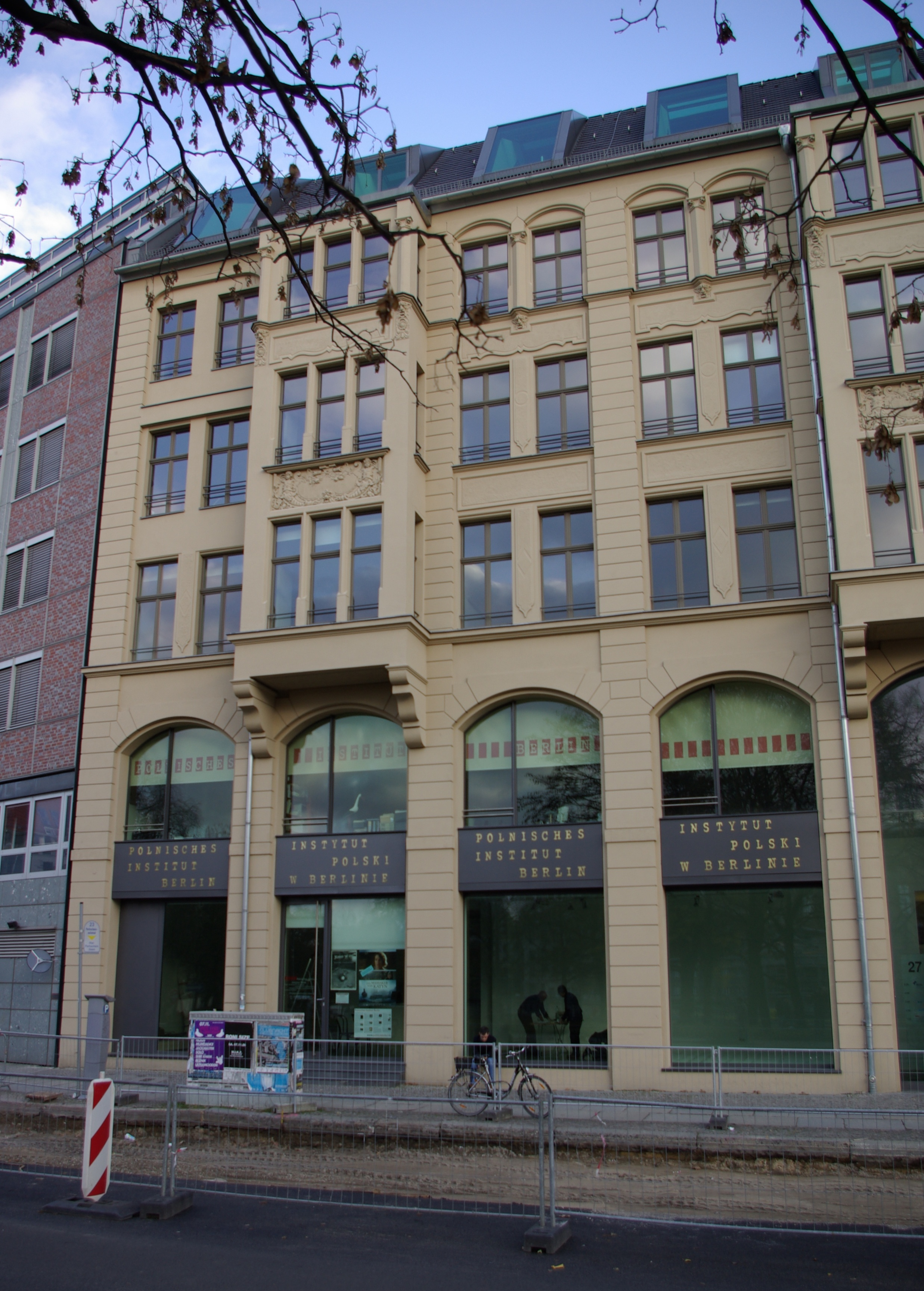
Viện Ba Lan ở Berlin

Ngày nay chính phủ Đức không công nhận công dân Đức gốc Ba Lan là một dân tộc thiểu số. Các cơ quan của Ba Lan cho rằng theo cách này, Đức đang không công nhận quyền tự quyết của nhóm. Sau khi Ba Lan gia nhập Liên minh châu Âu, một số tổ chức của người Ba Lan ở Đức đã cố gắng khôi phục tình trạng thiểu số chính thức trước chiến tranh, đặc biệt cho rằng sắc lệnh của Đức Quốc xã là vô hiệu. Trong khi ban đầu biên bản ghi nhớ với Bundestag vẫn chưa được trả lời, trong tháng 12 năm 2009 của Ủy ban Dân của Hội đồng Châu Âu buộc chính phủ Đức để chính thức đáp ứng với nhu cầu trong bốn tháng.  
Quan điểm của chính phủ Đức là sau khi Đức bị mất lãnh thổ sau Thế chiến thứ hai, người Ba Lan thiểu số hiện tại không có nguồn gốc lâu đời trên lãnh thổ Đức còn lại, vì Đức đã mất tất cả các lãnh thổ nơi người Đức và người Ba Lan chồng lấn lên nhau. Vì họ chỉ là những người nhập cư gần đây, họ không đáp ứng các yêu cầu của một dân tộc thiểu số theo Công ước Khung về Bảo vệ Người thiểu số Quốc gia và Hiệp ước Láng giềng Tốt. Là công dân Đức, họ vẫn giữ tất cả các quyền dân sự và chính trị mà mọi công dân Đức sở hữu, và do đó có thể nói lên ý chí của họ trong hệ thống chính trị.
Khoảng 10,000 công dân Ba Lan gần đây đã chuyển đến các địa phương của Đức dọc theo biên giới Ba Lan-Đức, sau khi nước Đức thống nhất.

## Phân bố dân cư

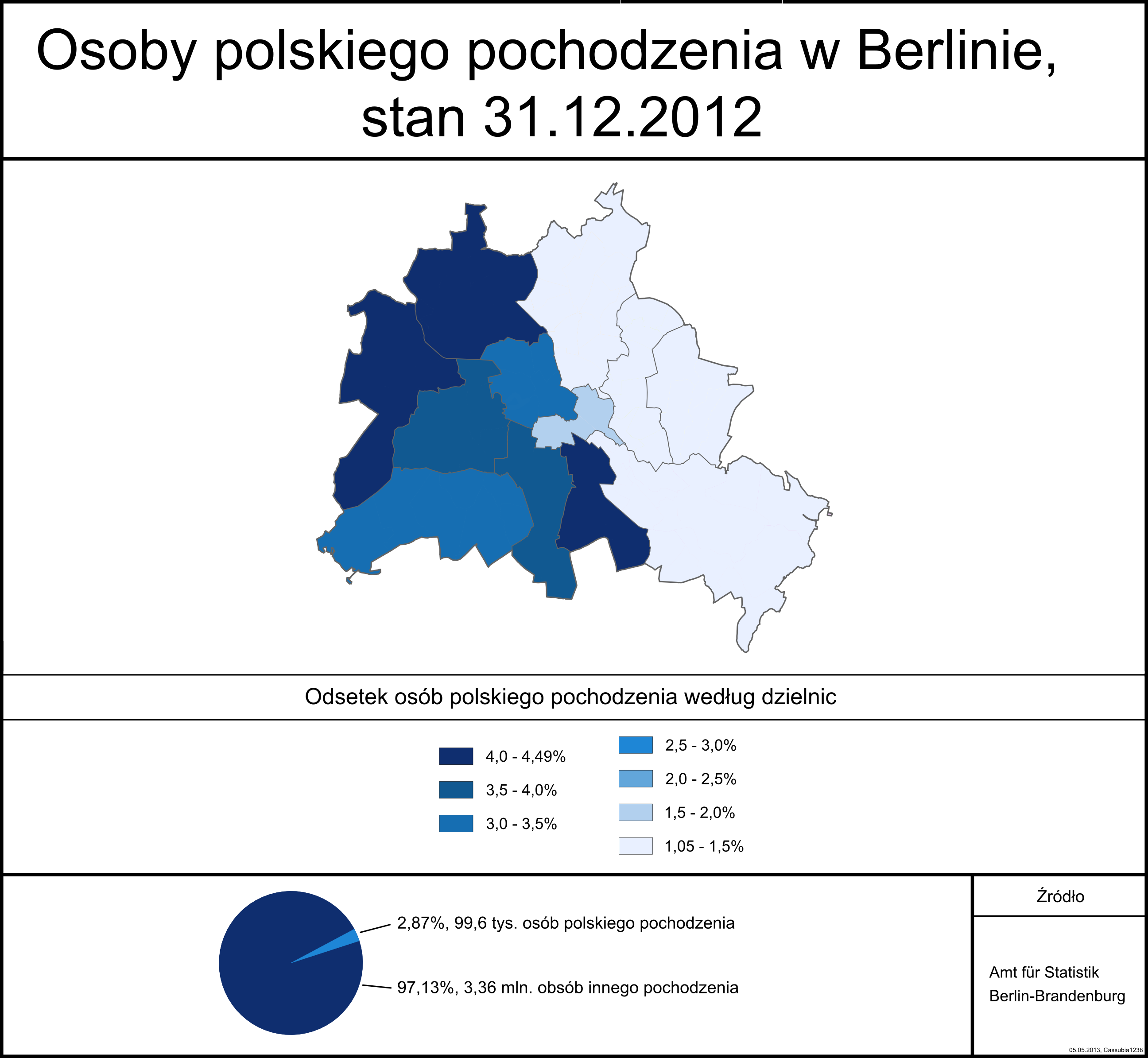
Bản đồ hiển thị phần trăm dân số là người gốc Ba Lan ở Berlin

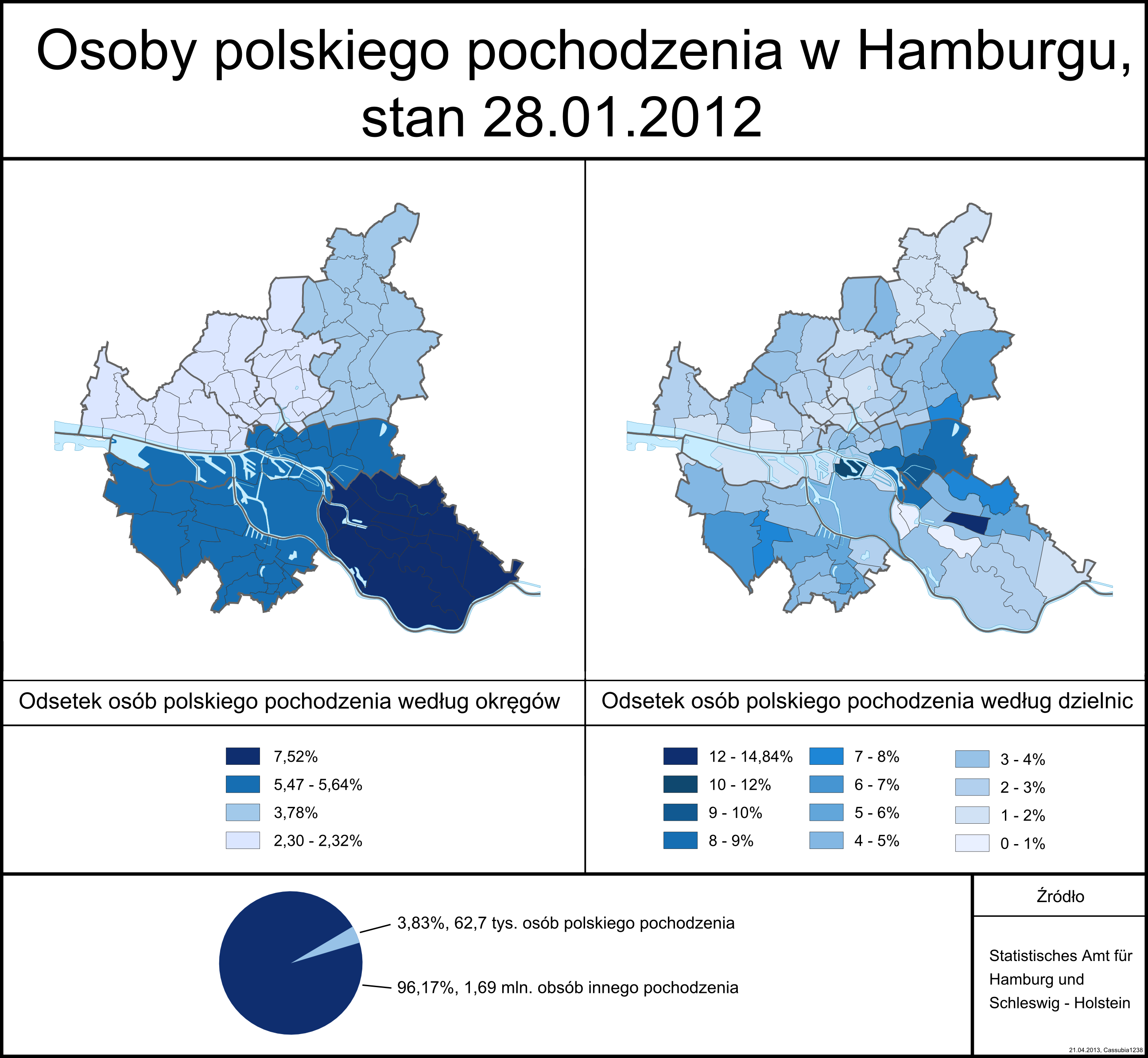
Bản đồ hiển thị phần trăm dân số là người gốc Ba Lan ở Hamburg

Dữ liệu năm 2015:
| Tiểu bang              | Số lượng cực | % dân số Tiểu bang | % người Ba Lan ở Đức |
| ---------------------- | ------------ | ------------------ | -------------------- |
| Bắc Rhine-Tây phalia   | 786.480      | 4,5                | 39,2                 |
| Bavaria                | 202.220      | 1,6                | 10.1                 |
| Baden-Württemberg      | 202.210      | 1,9                | 10.1                 |
| Lower Saxony           | 201.620      | 2,6                | 10.1                 |
| Hessen                 | 163.200      | 2,7                | 8.1                  |
| Berlin                 | 101.080      | 3.1                | 5.0                  |
| Rhineland-Palatinate   | 88.860       | 2,2                | 4.4                  |
| Hamburg                | 71.260       | 4.2                | 3.6                  |
| Schleswig-Holstein     | 55.510       | 2.0                | 2,8                  |
| Brandenburg            | 27,940       | 1.1                | 1,4                  |
| Bremen                 | 26.270       | 4.0                | 1,3                  |
| Sachsen                | 25.700       | 0,6                | 1,3                  |
| Saarland               | 19.870       | 2.0                | 1,0                  |
| Mecklenburg-Vorpommern | 13.250       | 0,8                | 0,7                  |
| Sachsen-Anhalt         | 10.790       | 0,5                | 0,5                  |
| Thuringia              | 10.140       | 0,5                | 0,5                  |
| Toàn bộ                | 2,006,410    | 2,52               | 100.0                |

## Thư viện hình ảnh

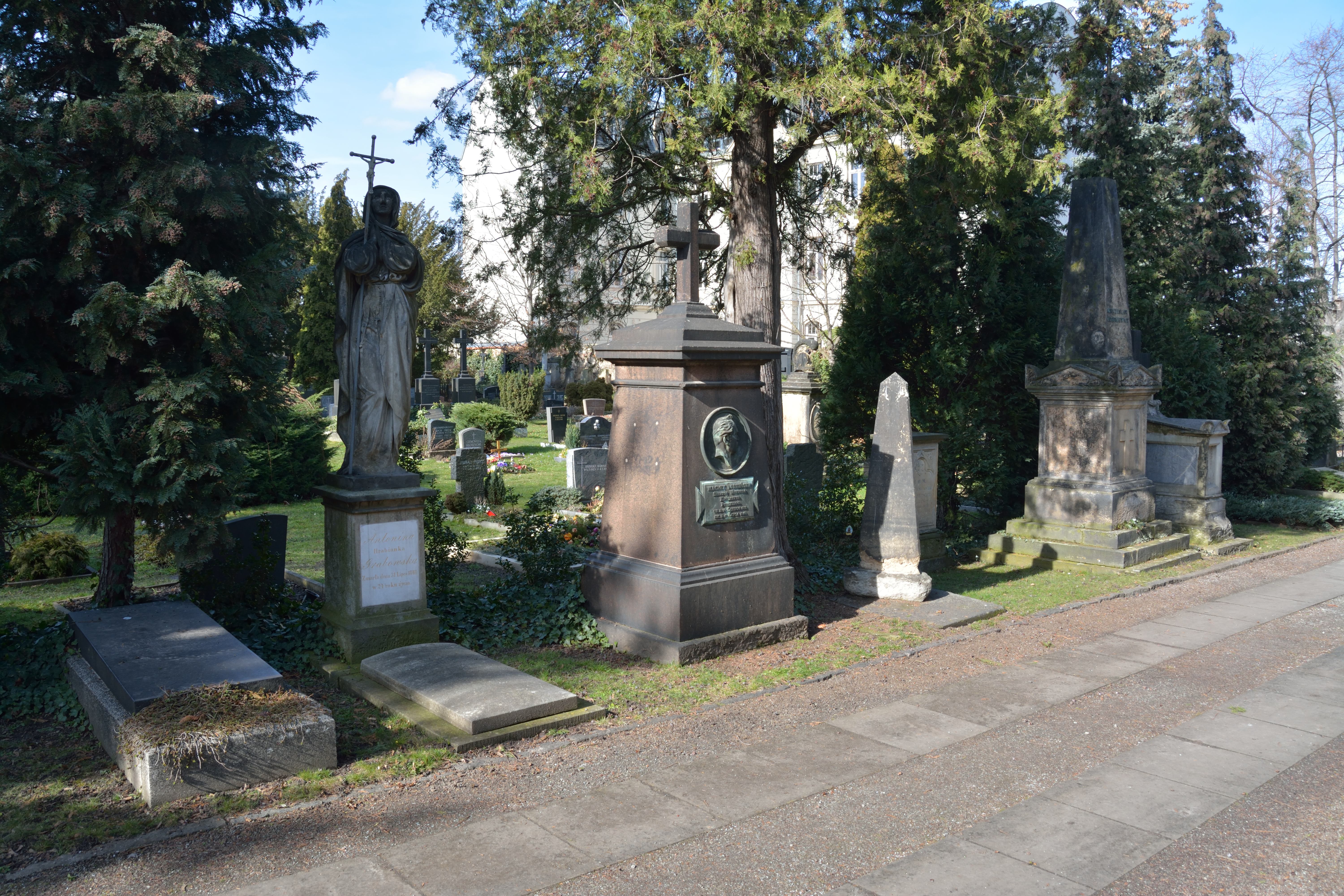
Nghĩa trang Công giáo cũ ở Dresden
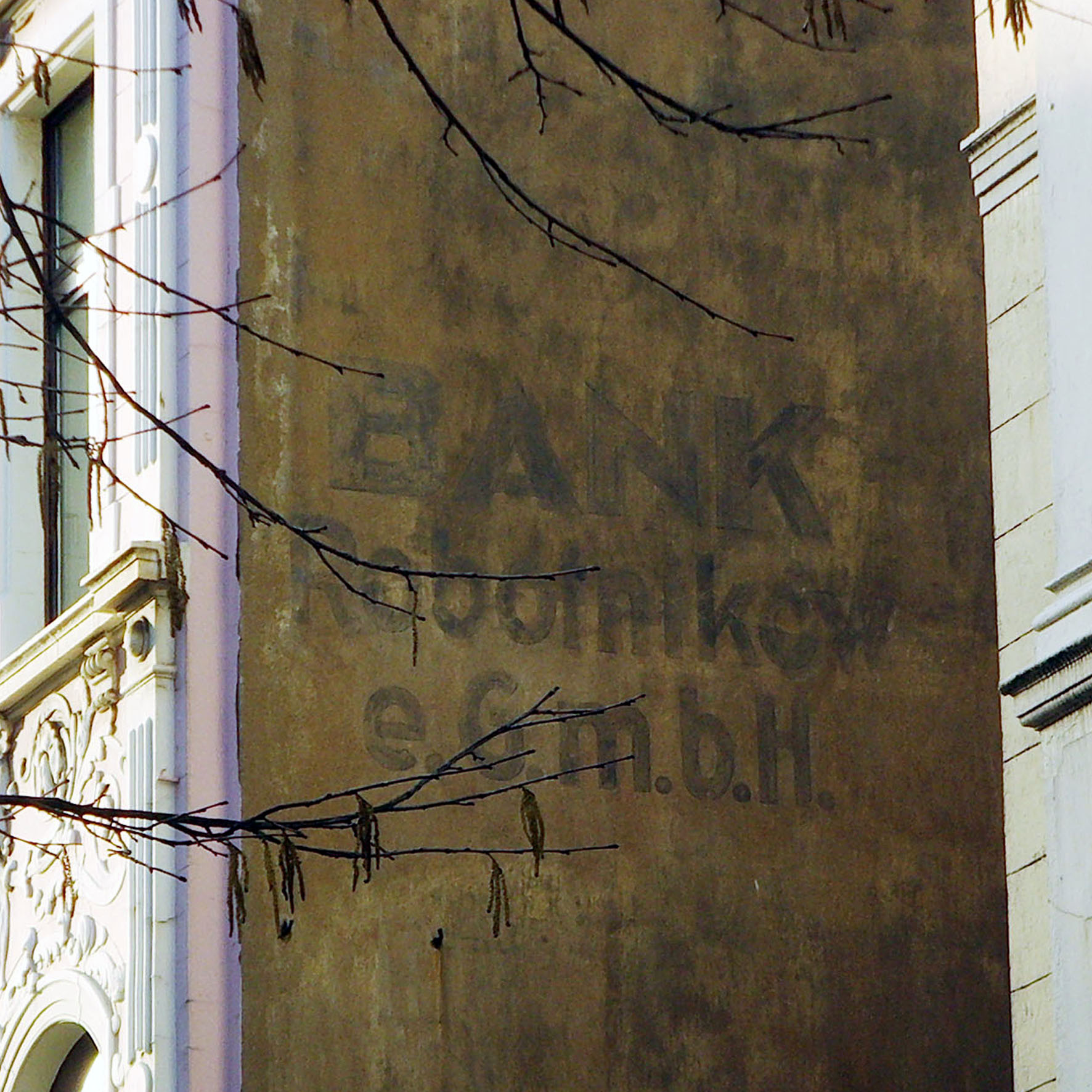
Dòng chữ cũ cho Ngân hàng Công nhân Ba Lan ở Bochum
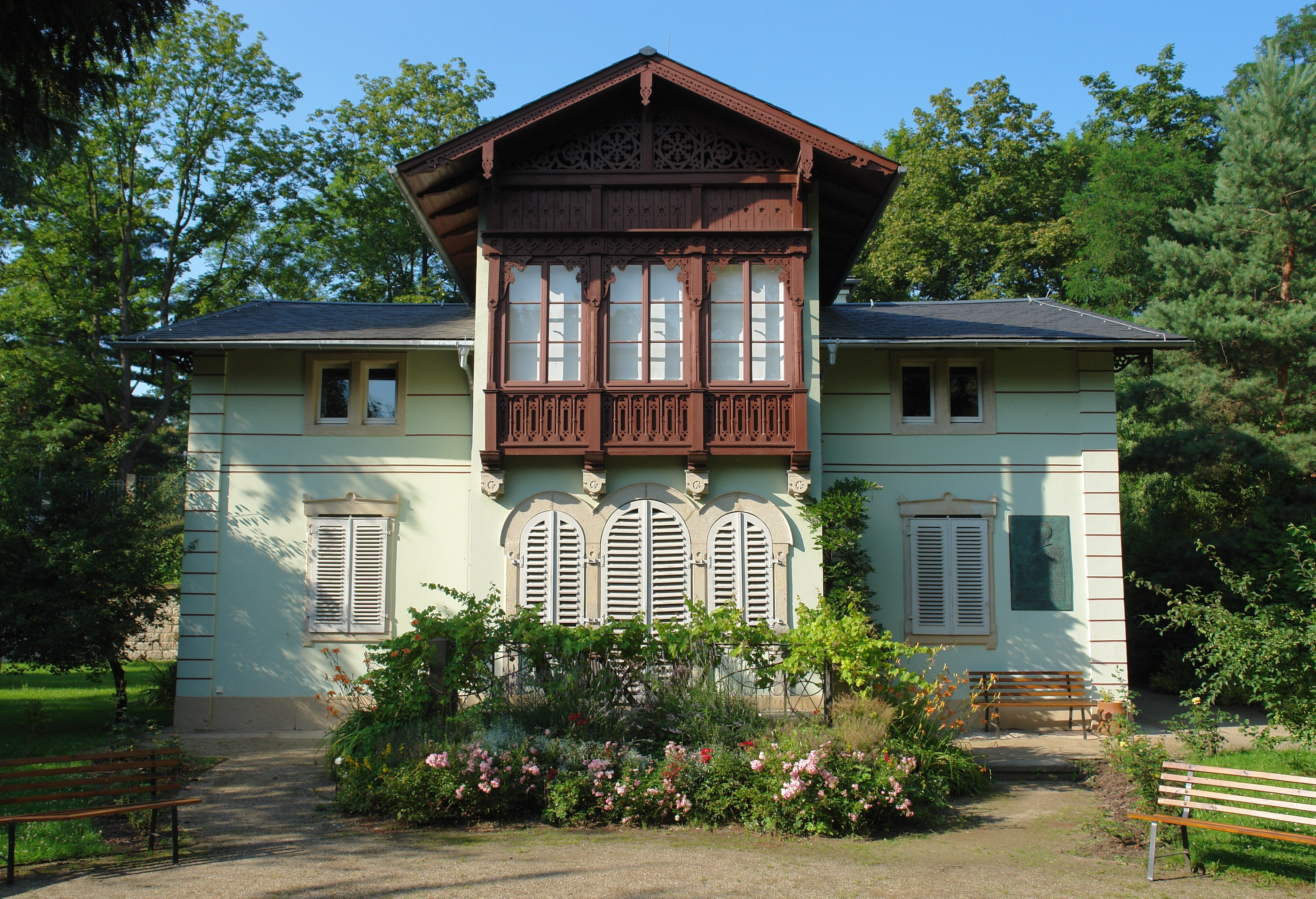
Bảo tàng Kraszewski ở Dresden
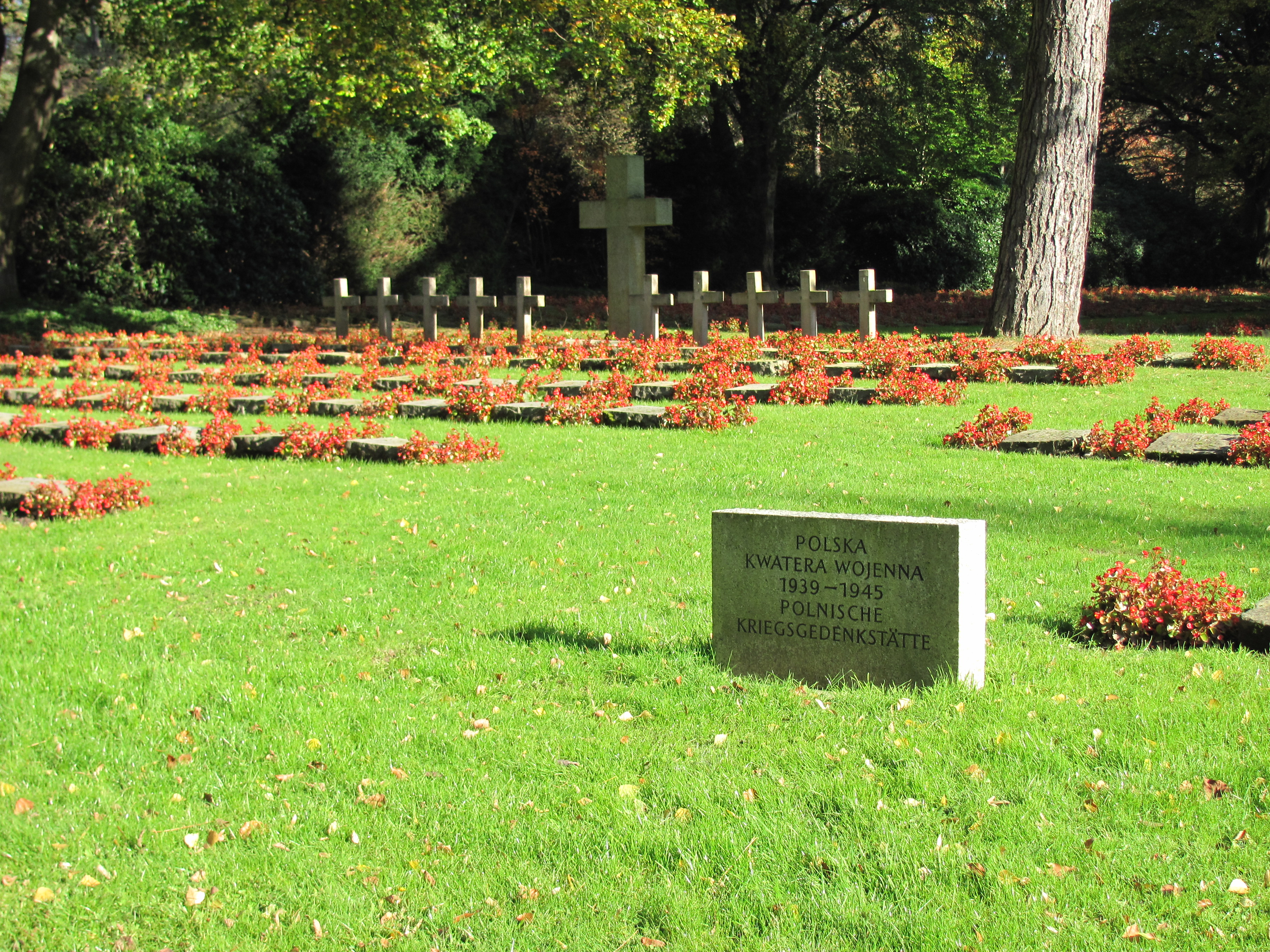
Khu phố lính Ba Lan của Nghĩa trang Ohlsdorf ở Hamburg
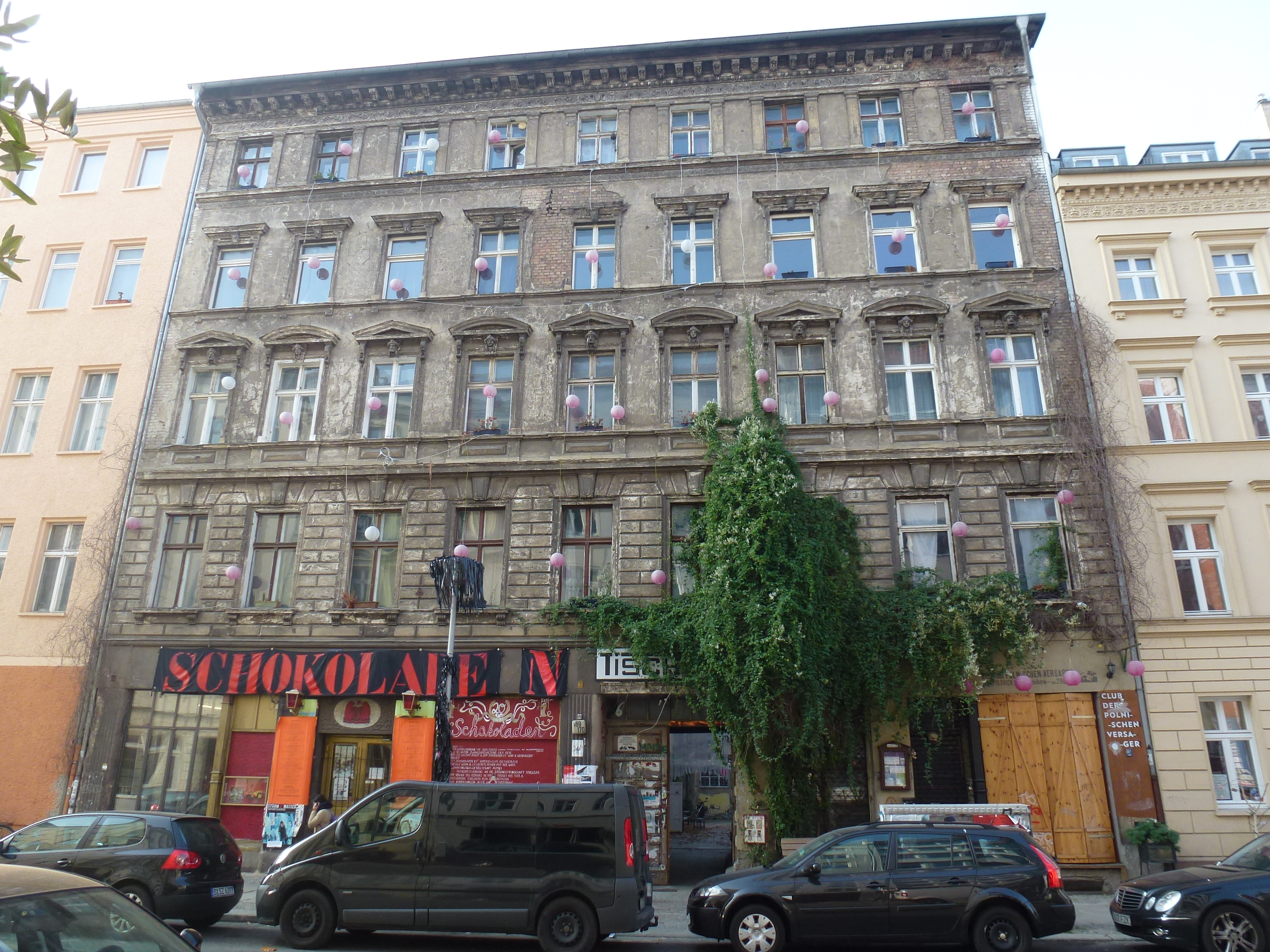
Klub Polskich Nieudaczników ở Berlin
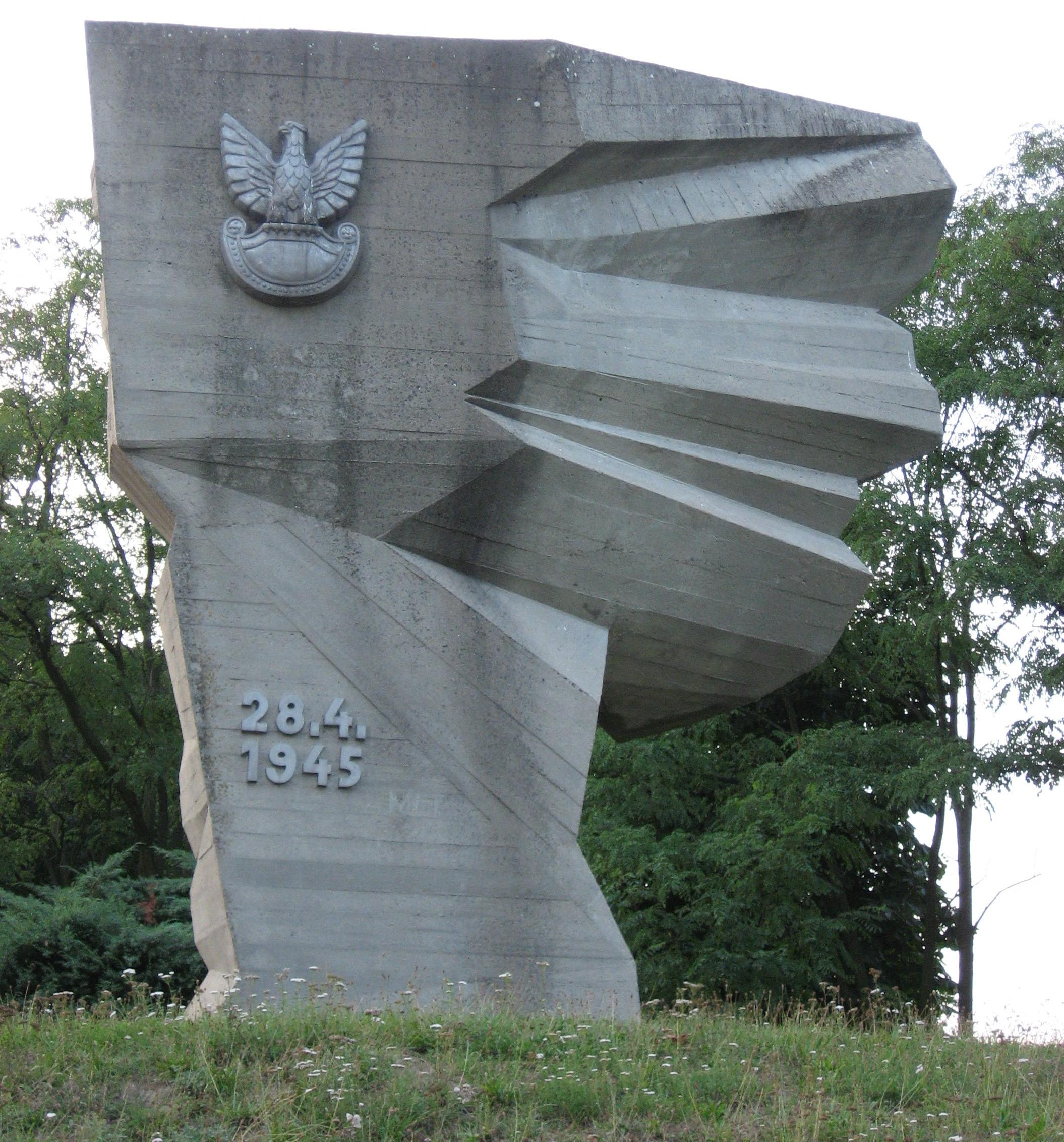
Đài tưởng niệm những người lính Ba Lan ở Crostwitz
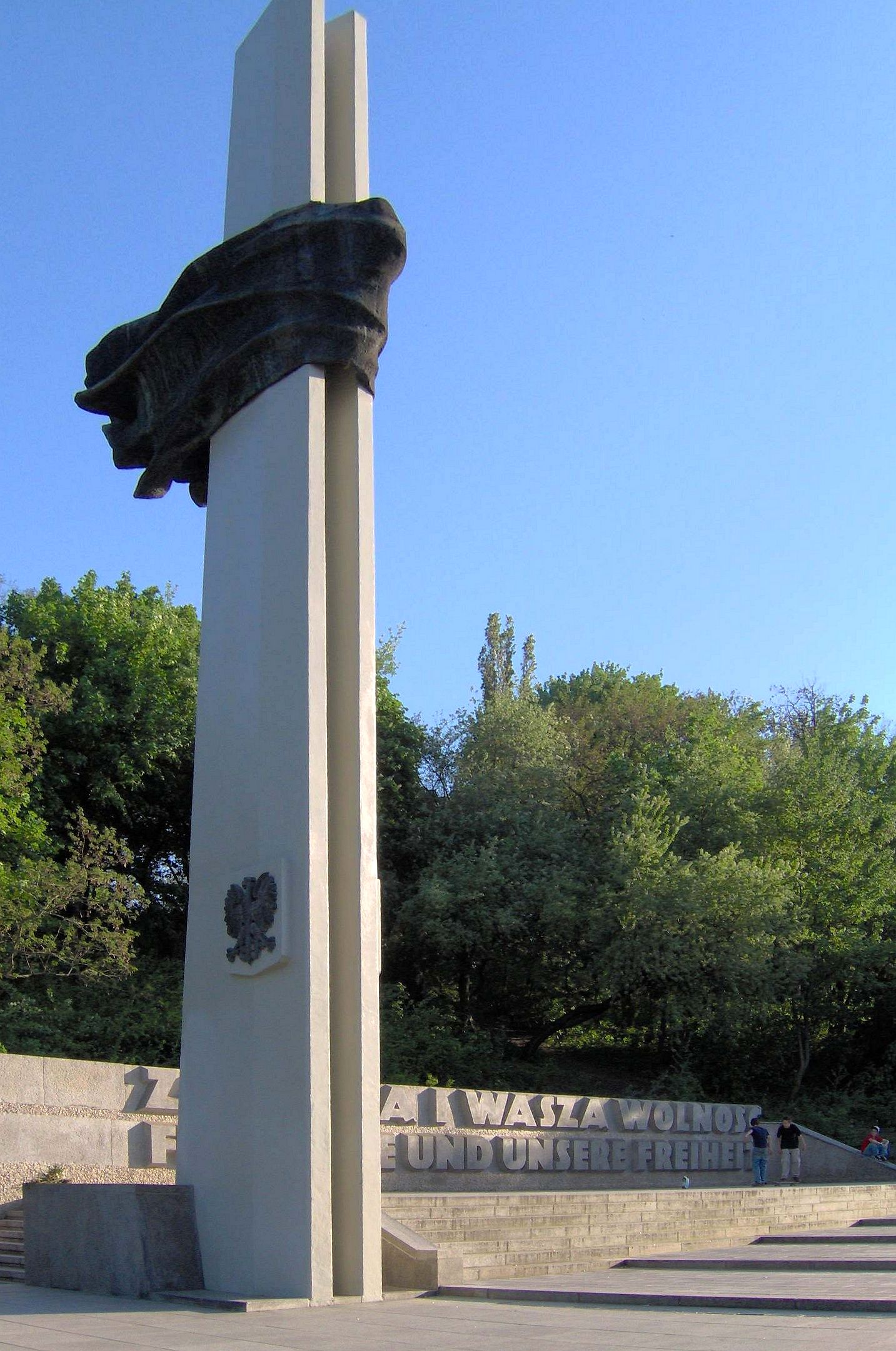
Đài tưởng niệm những người lính Ba Lan và những người chống Phát xít Đức ở Berlin
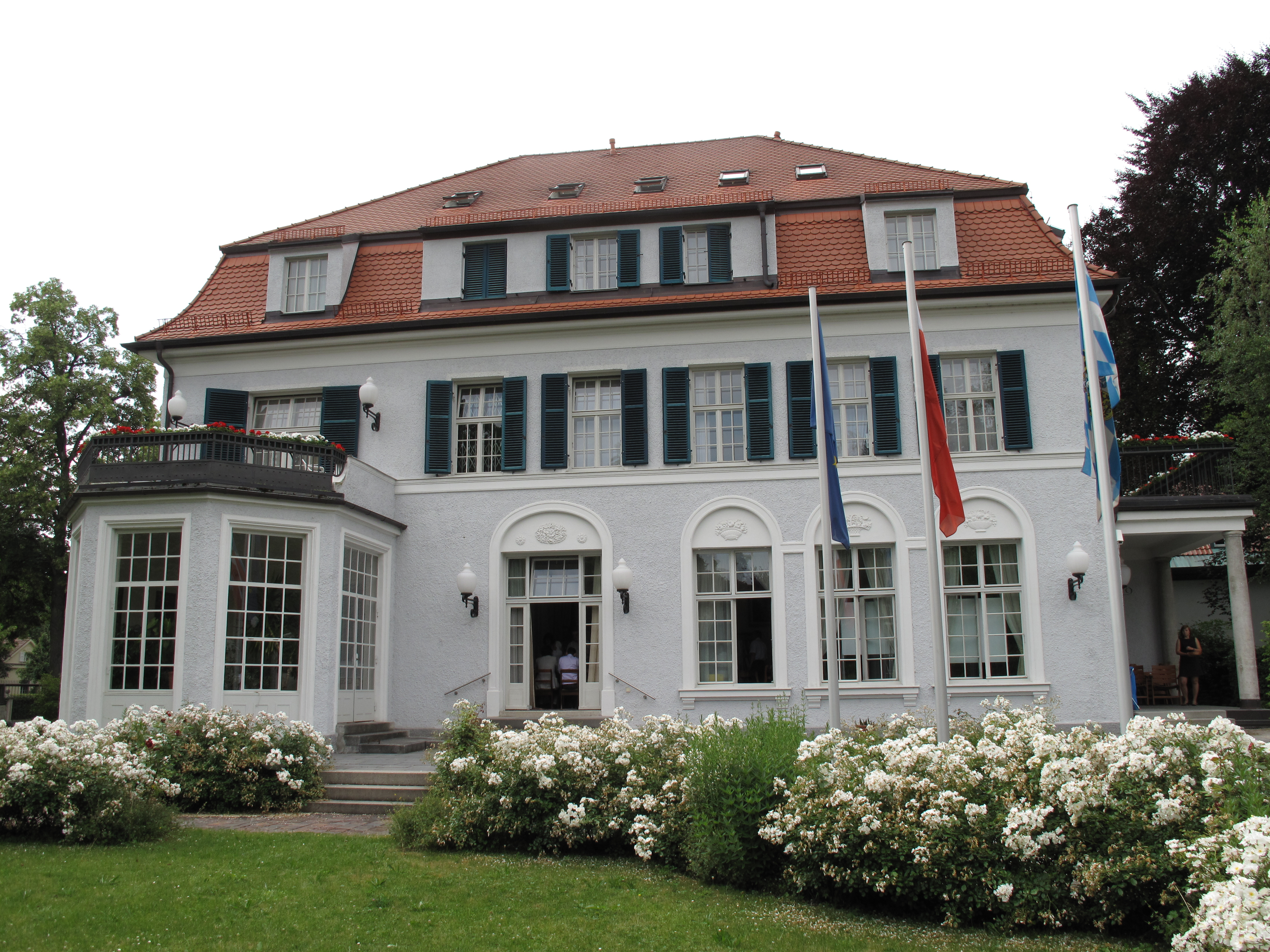
Lãnh sự quán Ba Lan tại Munich
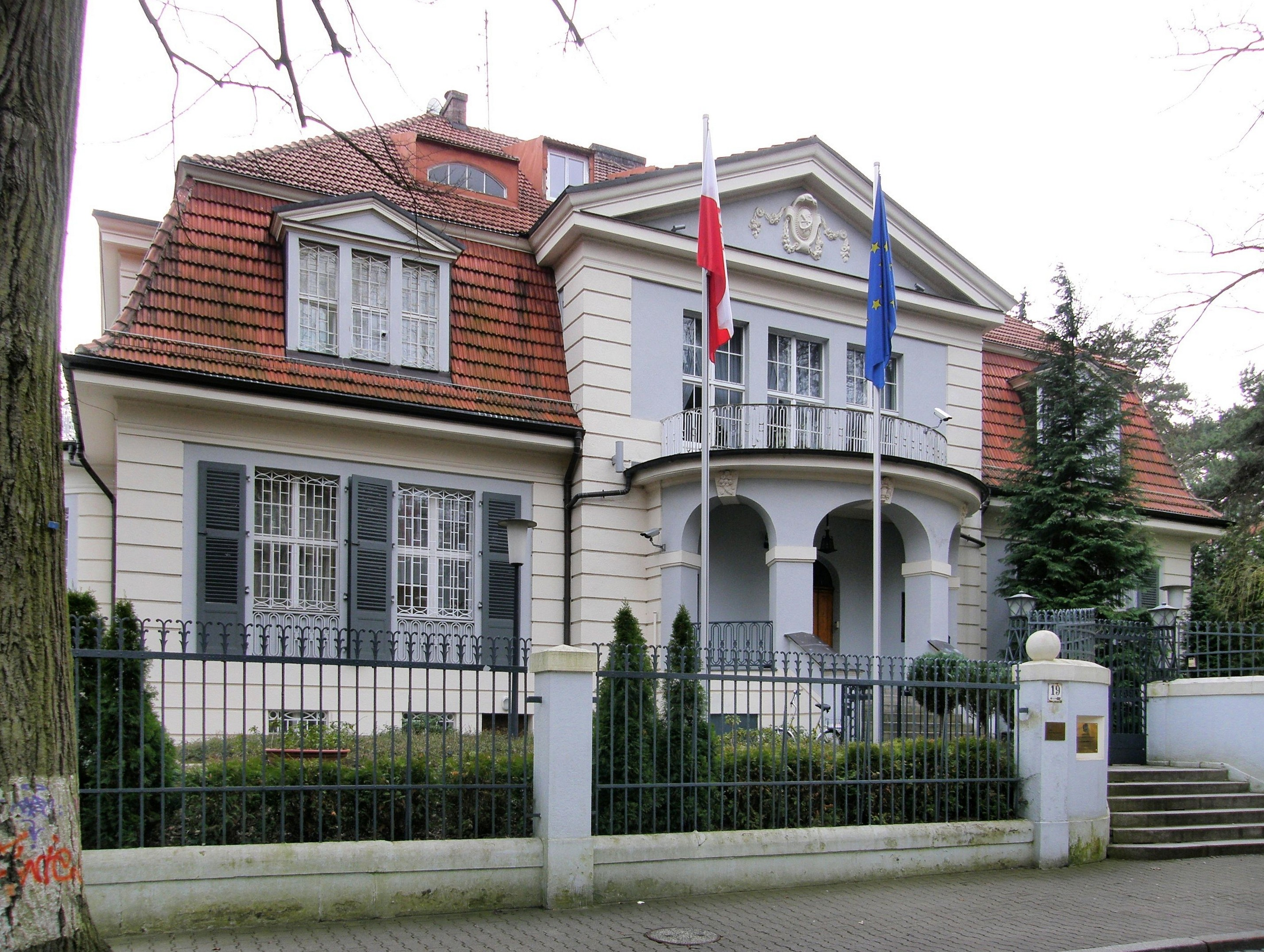
Đại sứ quán Ba Lan tại Berlin
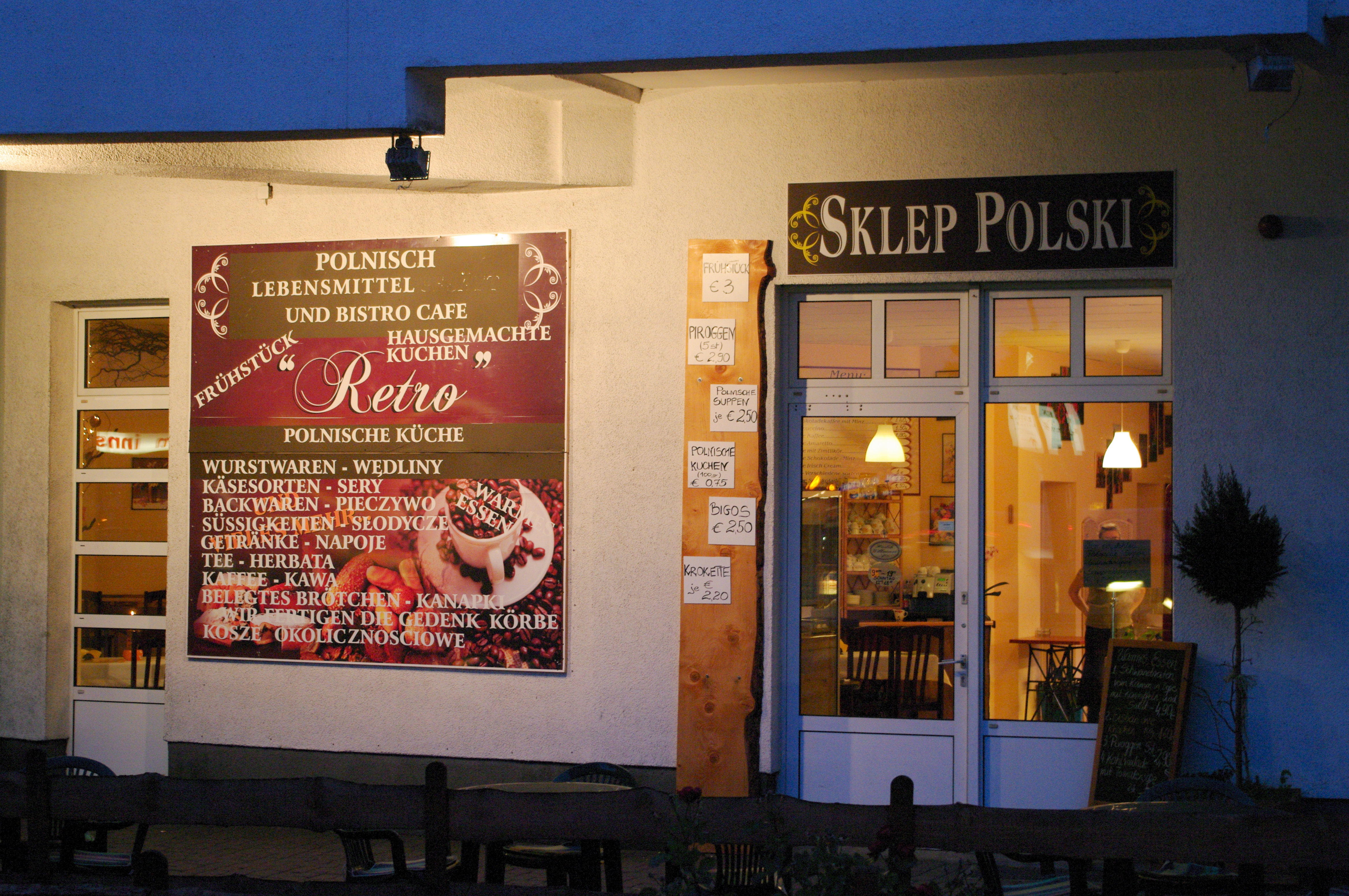
Cửa hàng Ba Lan ở Berlin
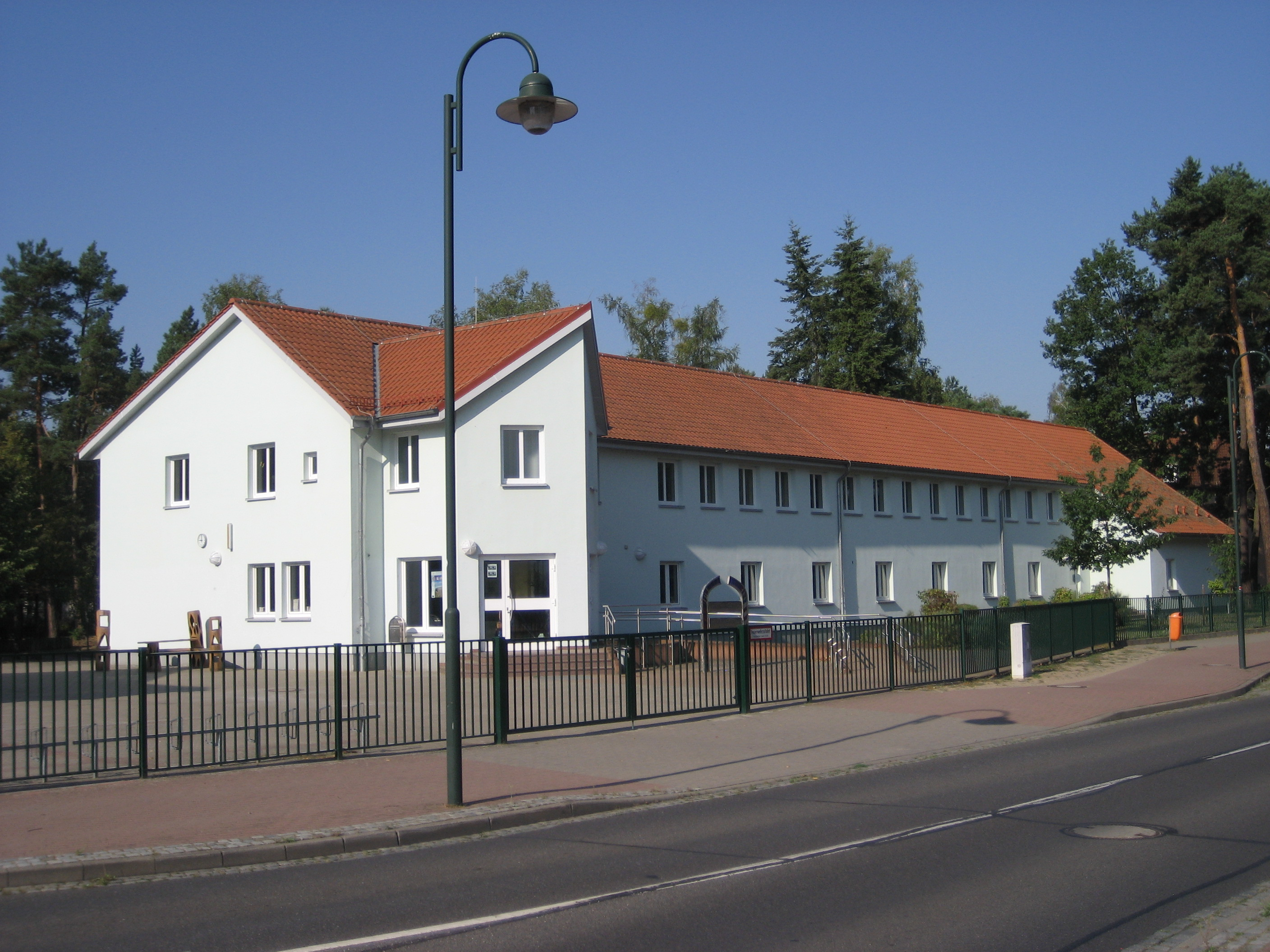
Trường Đức-Ba Lan ở Löcknitz

Demolished palaces of Polish nobility
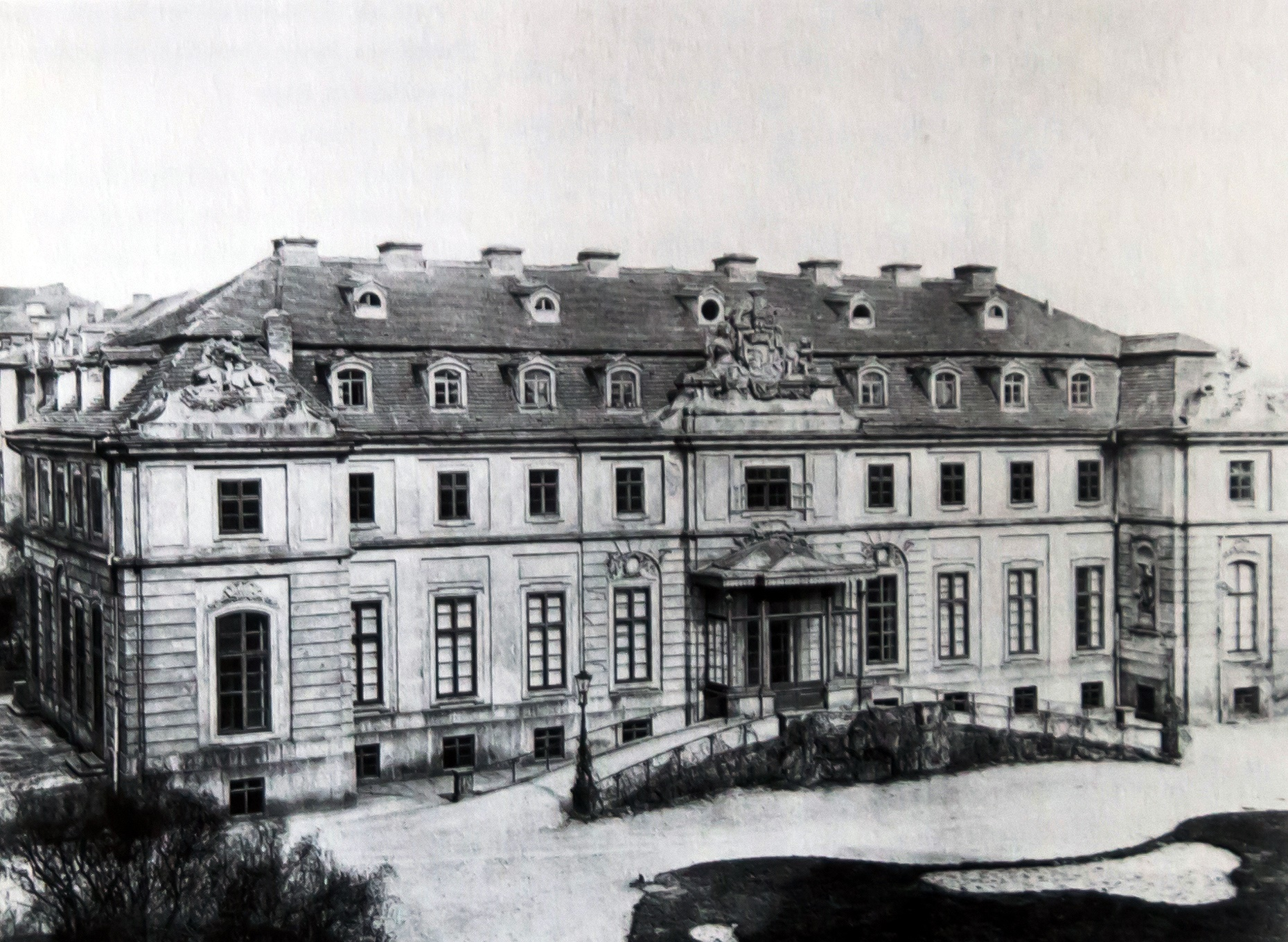
Cung điện Moszyńska ở Dresden
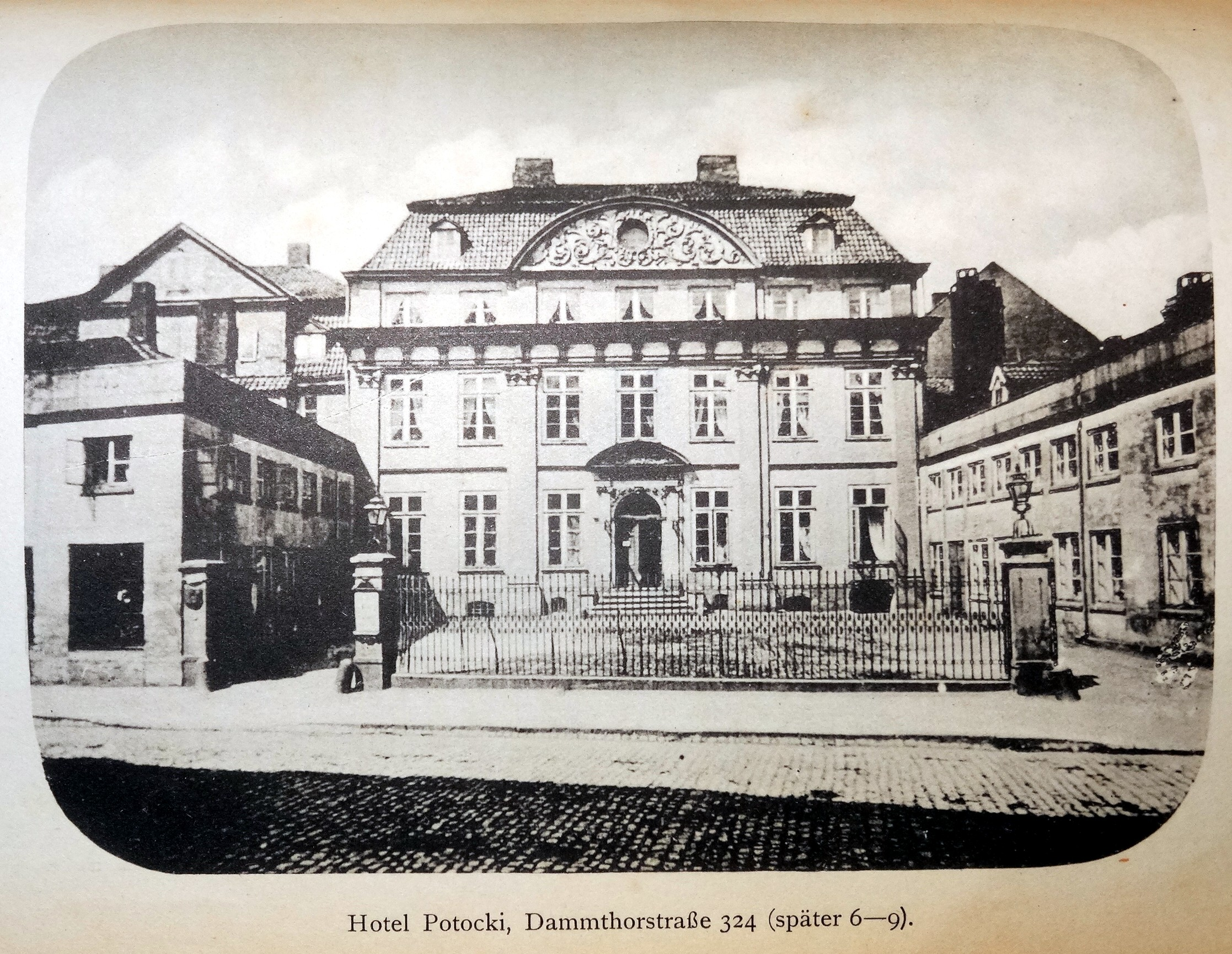
Cung điện Potocki ở Hamburg
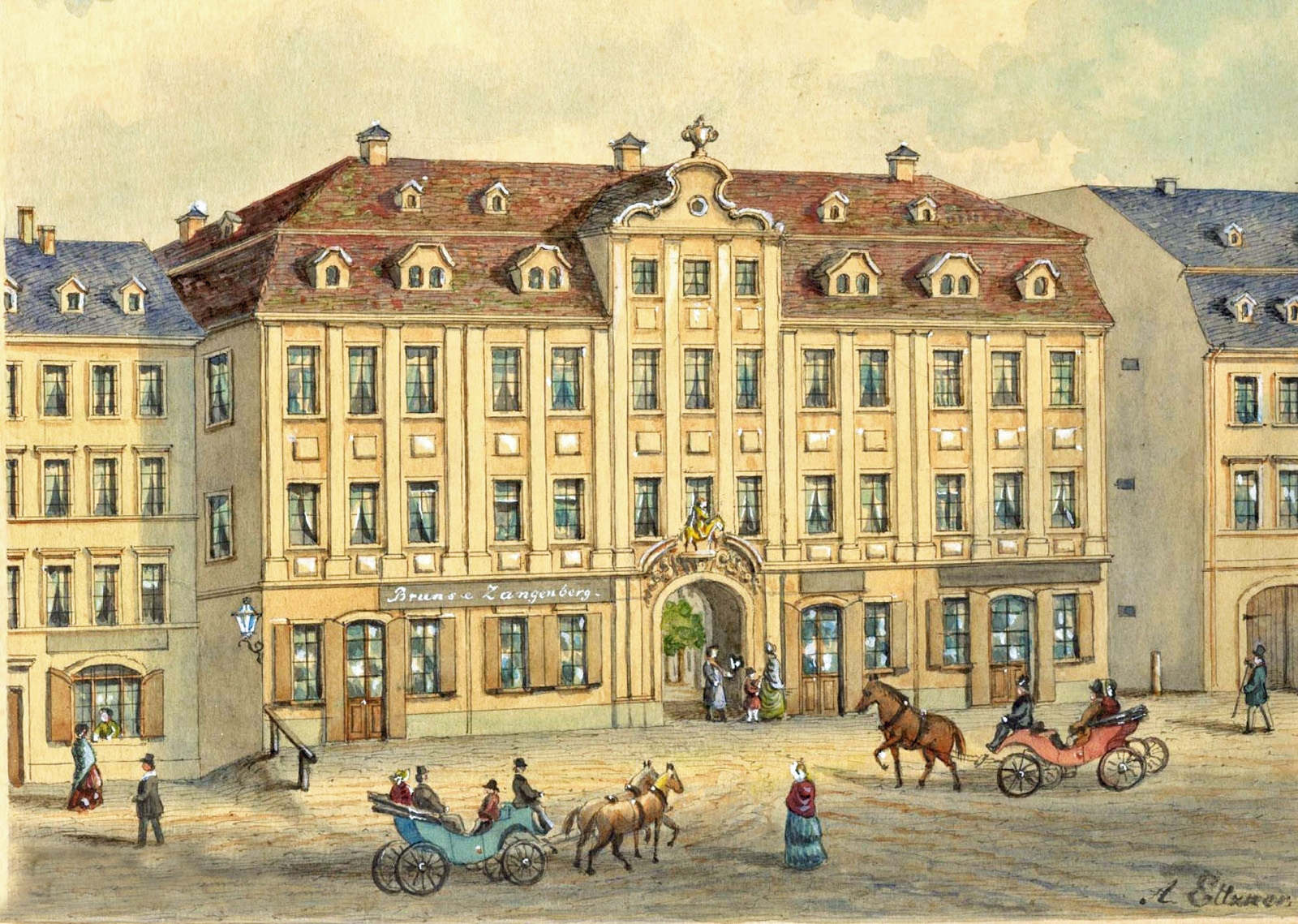
Cung điện Jabłonowski ở Leipzig
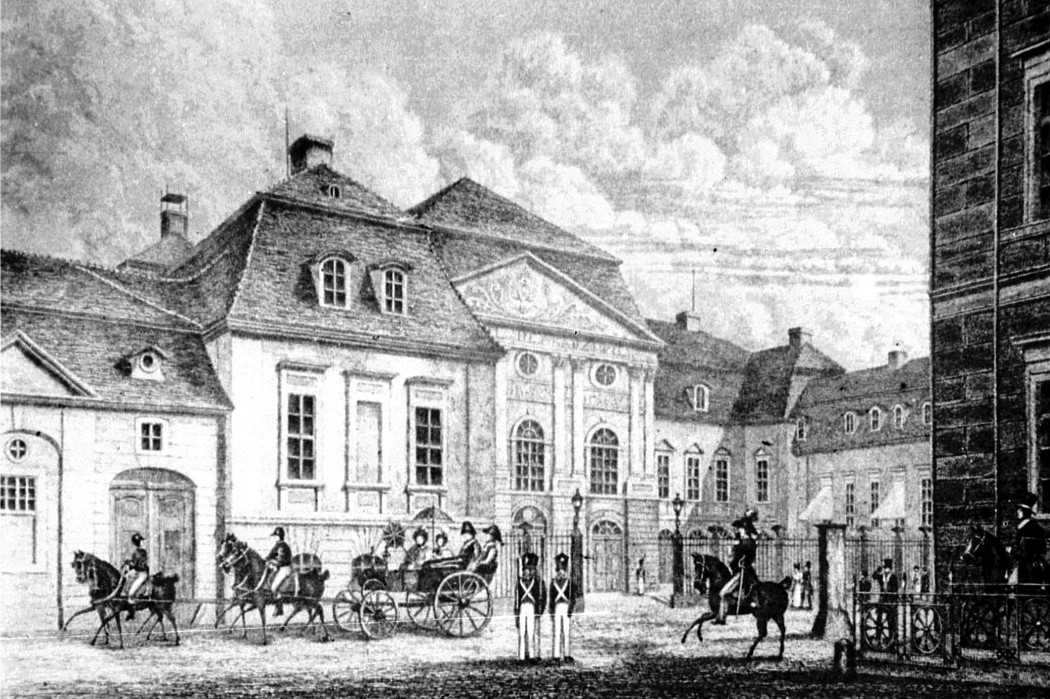
Cung điện Radziwiłł ở Berlin
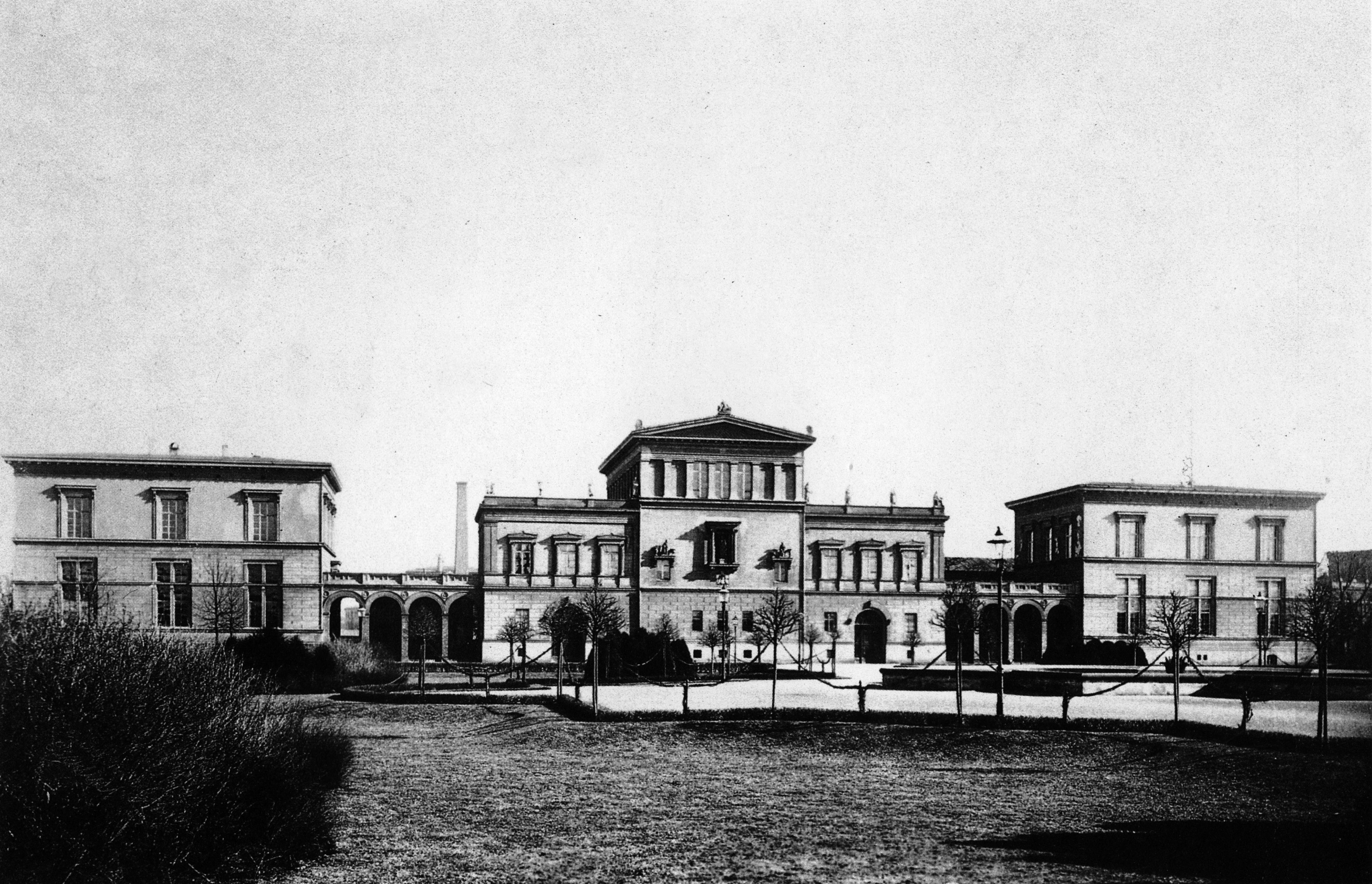
Cung điện Raczyński ở Berlin